# Morsang-sur-Seine
Morsang-sur-Seine  [mɔʁsɑ̃ syʁ sɛn] je francouzská obec v departementu Essonne v regionu Île-de-France. V obci se nachází kostel svatého Germana z Paříže.

## Poloha
Obec Morsang-sur-Seine leží asi 33 km jihovýchodně od Paříže na řece Seině. Obklopují ji obce Saintry-sur-Seine na severu, Saint-Pierre-du-Perray na severovýchodě, Nandy na východě, Le Coudray-Montceaux od jihovýchodu k západu a Corbeil-Essonnes na severozápadě.

## Vývoj počtu obyvatel
Počet obyvatel